# Albert Wodrig
Albert Wodrig (16 juillet 1883 à Berlin - 31 octobre 1972 à Bad Oeynhausen) est un General der Artillerie allemand qui a servi au sein de la Wehrmacht pendant la Seconde Guerre mondiale.
Il a été récipiendaire de la Croix de chevalier de la Croix de fer. Cette décoration est attribuée pour récompenser un acte d'une extrême bravoure sur le champ de bataille ou un commandement militaire accompli avec succès.

## Décorations
- Croix de fer (1914)
  - 2e Classe
  - 1re Classe
- Croix hanséatique de Hambourg
- Croix d'honneur
- Agrafe de la croix de fer (1939)
  - 2e Classe
  - 1re Classe
- Médaille du front de l'Est
- Ordre de la croix de la Liberté 1re Classe avec feuilles de chêne et glaives (29 mars 1943)
- Croix allemande en Or (22 avril 1942)
- Croix de chevalier de la croix de fer
  - Croix de chevalier le 19 juillet 1940 en tant que General der Artillerie et commandant du XXVI. Armeekorps[1]